# هنري توماس (ملاكم)
هنري توماس (بالإنجليزية: Henry Thomas)‏ (يوليو 1888 – 13 يناير 1963) هو ملاكم من المملكة المتحدة راحل، مثّل بلاده في الألعاب الأولمبية الصيفية 1908.

## روابط خارجية
هنري توماس على موقع بوكس ريك (الإنجليزية) (registration required)
- هنري توماس على موقع اللجنة الأولمبية الدولية (الإنجليزية)
- هنري توماس على موقع أوليمبيديا (الإنجليزية)